# Logical Observation Identifiers Names and Codes
Die Logical Observation Identifiers Names and Codes (LOINC) ist eine Datenbank mit allgemeingültigen Namen und Identifikatoren zur Bezeichnung von Untersuchungs- und Testergebnissen aus Labor und Klinik. Ziel ist die Erleichterung des elektronischen Datenaustauschs bei der Übermittlung medizinischer Untersuchungsergebnisse und Befunddaten. Für den Austausch strukturierter Dokumente (CDA) und Nachrichten wird die Verwendung von LOINC von HL7 und DICOM empfohlen. Die Terminologie wird ständig erweitert und regelmäßig in Form einer Datenbank publiziert, die Pflege und Dokumentation der LOINC-Datenbank liegt beim Regenstrief Institute (Indianapolis, USA). In Deutschland wird die Einführung von
LOINC vom DIMDI gefördert, das auch den Informationsaustausch mit den zuständigen nationalen und
internationalen Instituten, Projektgruppen und der Industrie übernimmt.

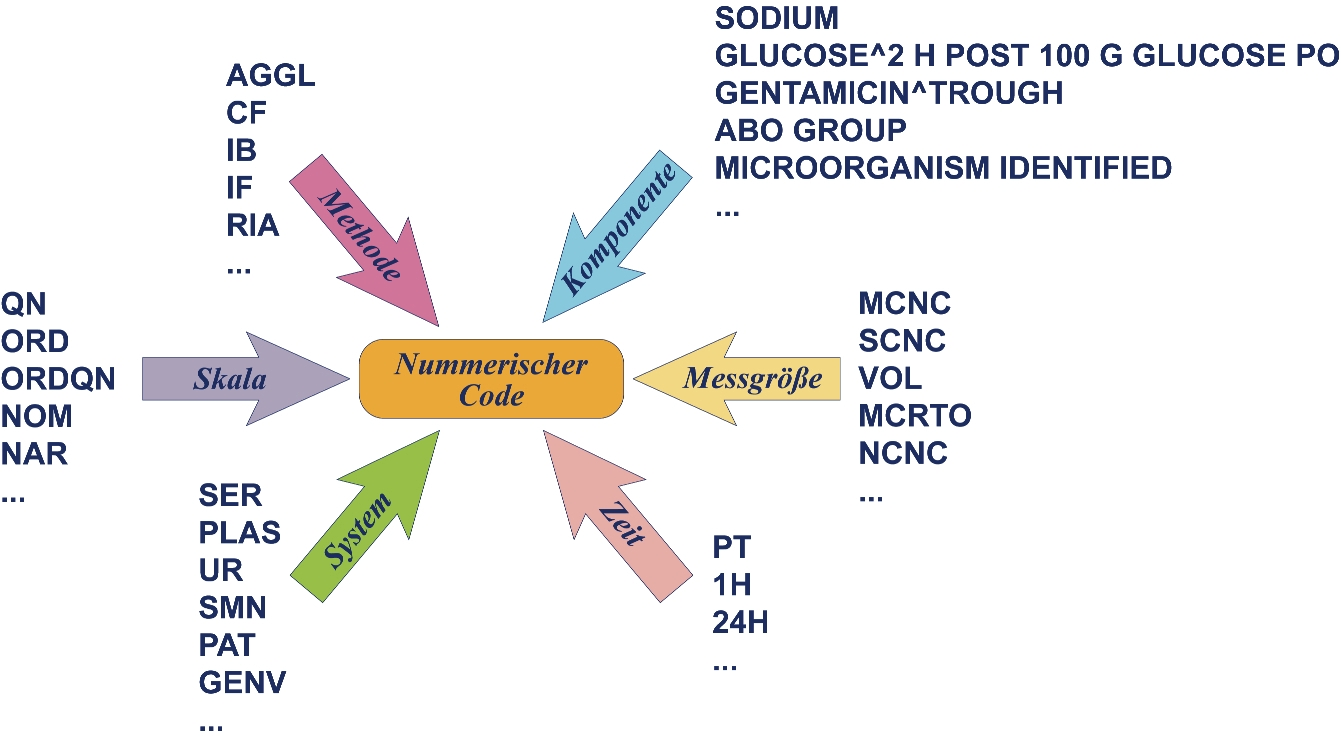
Schematische Darstellung der sechs Achsen von LOINC, die den präkoordinierten numerischen LOINC ergeben

Die folgenden Felder werden zur Spezifikation eines LOINC-Ausdrucks verwendet:
1. Komponente (Analyt) – z. B. Kalium, Hämoglobin, Hepatitis-C Antigen
2. Gemessene Eigenschaft (Messgröße) – z. B. Stoff-Konzentration, Enzymaktivität (Katalysegeschwindigkeit)
3. Zeitangaben – entweder handelt es sich um eine Untersuchung zu einem bestimmten Zeitpunkt oder um eine Untersuchung innerhalb einer bestimmten Zeitspanne – z. B. 24-Stunden-Urin
4. Art der Probe (System) – z. B. Urin, Vollblut, Plasma, Liquor.
5. Art der Skalierung – z. B. ob die Messung quantitativ (Maßgenauigkeit), ordinal (mit abgestuften Alternativen), nominal (z. B. Escherichia coli, Staphylococcus aureus) oder als Textdarstellung (z. B. das Ergebnis nach Diktat bei Röntgenuntersuchungen) erfolgte.
6. Sofern erforderlich wird die Methode angegeben, mit der das Ergebnis erzielt oder andere Beobachtungen gemacht wurden.

Neben den Datenfeldern für diese sechsteilige Bezeichnung für jeden LOINC enthält die Datenbank Abkürzungen, Bezugswörter, Synonyme und Kommentare für alle Untersuchungen. In weiteren Datenfeldern sind für viele Codes zusätzliche informative Angaben enthalten (z. B. typische Maßeinheiten, Normbereiche für Proben, CAS-Nummern).